# Artzentales
Artzentales en basque ou Arcentales en espagnol est une commune de Biscaye dans la communauté autonome du Pays basque en Espagne.
Le nom officiel de la ville est Artzentales.

## Toponymie

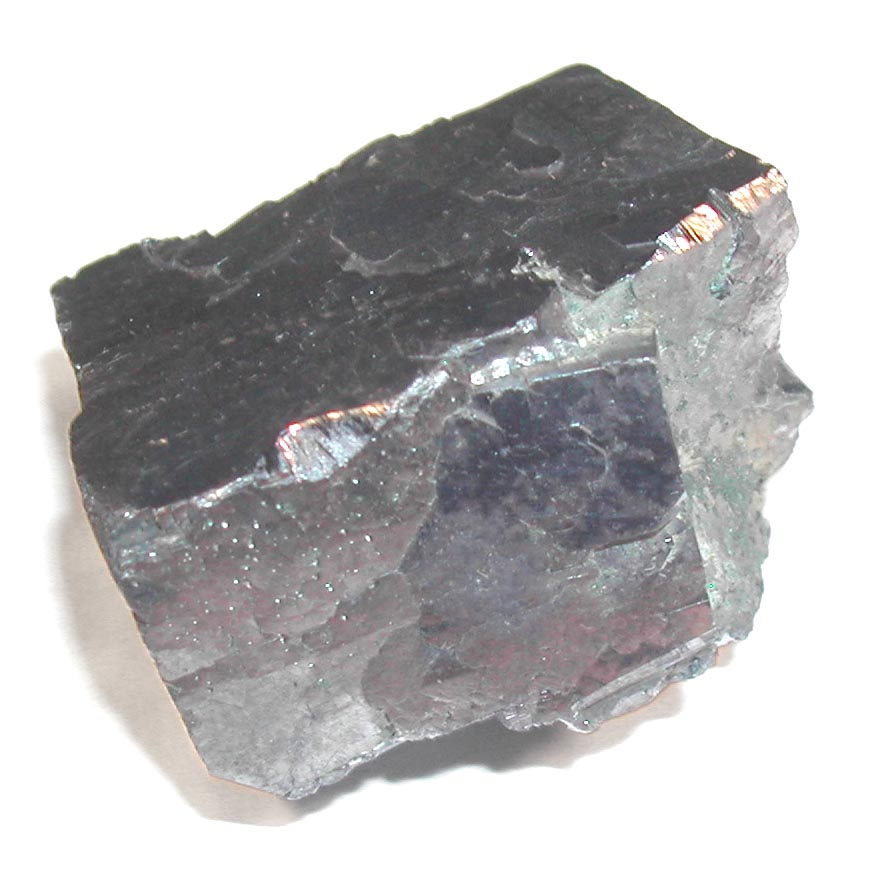
Galène (formule PbS

La première mention écrite de cette vallée et de la municipalité datent de 1214. Il est mentionné comme Argentales dans une donation effectuée par Diego López II de Haro aux moines de Nájera. À cause de cette ancienne variante du nom on a une solide tendance à mettre en rapport le nom de la vallée avec l'existence de mines d'argent dans son sol. Il n'existe pas de certitude de l'exploitation de mines d'argent à Artzentales, mais bien de l'exploitation des mines de plomb et de zinc, avant celles fer et cuivre qui ont été exploitées durant les XIXe et XXe siècles. Ceci étant, il n'est pas à exclure que des mines de plomb on ait extrait de la Galène argentifère et qu'à cause de cela, la vallée soit baptisée Argentales. Le nom a évolué plus tard, passant de Argentales à Arcentales.

## Géographie
Artzentales est limiée au nord et à l'est par Sopuerta, au sud par la vallée de Mena et de Balmaseda et à l'ouest par Trucios et Valle de Villaverde.
Le terrain est montagneux duquel ressortent le Golisa, la Garbea, la Peña Alén et Betaño. Elle est arrosée par les rivières Colisa et Rolante. Ici prédominent les pins et les eucalyptus.

### Quartiers
Les quartiers d'Artzentales sont: Gorgolas, Santa Cruz, Traslaviña, Traslosheros et San Miguel de Linares comme quartier principal (mairie, église).

## Histoire
Entre 1880 et 1890, on commença à exploiter différentes mines dans le territoire municipal d'Artzentales. L'essor qu'ont provoqué les mines tant économique que [démographique, a été décisif pour clore une longue étape au cours de l'histoire de la vallée. Mais il ne faut pas se leurrer, bien que dans beaucoup de municipalités l'exploitation des mines et le processus d'industrialisation ait provoqué une transformation radicale, dans le cas d'Artzentales ces changements ont seulement eu lieu tandis qu'on a maintenu les mines ouvertes.
Les mines, fer et cuivre, qui ont été exploitées à Artzentales étaient situées au Nord du territoire municipal. Les deux zones minières par excellence sont : Celle de « Peñalba-Rao » (Mine Federico) et les Barrietas-Gerelagua (Mine Amalia Juliana, Mine Sorpresa, Mine María…)
À partir du moment où on a fermé celles-ci, parenthèse qui a duré quarante-cinquante années, ses habitants sont retournés à leur mode de vie « traditionnelle » avec une prédominance des activités agricoles, d'élevage et forestières. Mais cette image qui pourrait nous rappeler des temps passés, durera très peu car à partir des années de cinquante et soixante on a entamé un processus de dépeuplement qui continue encore de nos jours. Cette tendance est répétée dans des municipalités en situation d'isolement pour les principales voies de communication. À cette récession démographique, on ajoutera une conjoncture économique défavorable pour les petites exploitations agro-animales caractéristiques de la municipalité. Ceci arrive par la subordination aux programmes économiques préconisés par l'Communauté économique européenne (CEE).

## Patrimoine

### Patrimoine religieux
- San Miguel Arcángel de Linares: Artzentales
- Nuestra Señora: Traslaviña
- Santa Elena: à Santa Cruz

### Sources
- (es) Cet article est partiellement ou en totalité issu de l’article de Wikipédia en espagnol intitulé « Arcentales » (voir la liste des auteurs).